# Руффо, Фабрицио Диониджи
Фабрицио Диониджи Руффо (итал. Fabrizio Dionigi Ruffo; 16 сентября 1744, Сан-Лучидо, Неаполитанское королевство — 13 декабря 1827, Неаполь, королевство Обеих Сицилий) — неаполитанский кардинал. Государственный деятель Неаполитанского королевства в годы революции. Генеральный викарий Неаполитанского королевства с 25 января 1799 по 1801. Посол Неаполитанского королевства при Святом Престоле с 1801 по 1827. Генеральный казначей Апостольской Палаты с 14 февраля 1785 по февраль 1794. Апостольский про-датарий с 29 марта 1819 по 21 февраля 1820. Камерленго Священной Коллегии кардиналов с 29 марта 1819 по 20 февраля 1820. Префект Священной Конгрегации воды с 10 февраля 1821 по 13 декабря 1827. Кардинал in pectore с 26 сентября 1791 по 21 февраля 1794. Кардинал-дьякон с 21 февраля 1794, с титулярной диаконией Сант-Анджело-ин-Пескерия с 12 сентября 1794 по 11 августа 1800. Кардинал-дьякон с титулярной диаконией Санта-Мария-ин-Космедин с 11 августа 1800 по 27 июня 1821. Кардинал-дьякон с титулярной диаконией Санта-Мария-ин-Виа-Лата с 27 июня 1821 по 13 декабря 1827. Кардинал-протодьякон с 31 января 1821 по 13 декабря 1827.

## Биография
Внучатый племянник кардинала Томмазо Руффо.
Когда Шампионне во главе французского войска вторгся в Неаполь, Руффо, в союзе с разбойничьими шайками, организовал в 1799 году восстание калабрийцев, повлекшее за собой падение Партенопейской республики.
При взятии папы Пия VII в плен Руффо удалился вместе с ним во Францию. В последние годы жизни был членом неаполитанского государственного совета.
Кардинал Руффо объявлял Habemus Papam — избрание кардинала Аннибале делла Дженга, папой римским Львом XII на Папском Конклаве 1823, а также короновал Льва XII.

## Награды
7 августа 1799 года был награждён орденами Св. Андрея Первозванного, Св. Александра Невского и Св. Анны 1-й степени.